# Néver
Néver (szlovákul Neverice) község Szlovákiában, a Nyitrai kerület Aranyosmaróti járásában.

## Fekvése
Aranyosmaróttól 9 km-re délnyugatra a Zsitvai-dombság északi részén, a Néver-patak (Drevenica) széles völgyében fekszik.

## Elnevezése
1156-ban Neuerci alakban szerepel az első fennmaradt írott forrásban. Neve a szláv never (= nem hívő) főnévből származik.
Az első magyar hivatalos formáját 1906-ban szabályozták Néver formában, de már azelőtt is így használták. Az első bécsi döntés nem érintette ezt a területet.
A szlovák jogrend értelmében a településeknek vagy azok részeinek ma is csak egy hivatalos szlovák neve van, tehát a magyar helységnévhasználat a kormányrendeletek mellékletei ellenére nem minősülnek hivatalos magyar helynévnek, de az 534/2011 sz. szlovák kormányrendeletének melléklete, illetve előzményei amúgy sem érintik. Megjegyzendő, hogy a kisebbségi kormánybiztos hivatala által összeállított lista azonban nem veszi figyelembe még a szlovákiai azonos magyar névalakokat sem, mint ahogy a lista szlovák politikai befolyásoltsága is egyértelmű.

## Története
A régészeti leletek tanúsága szerint területe már az újkőkorban lakott volt. Ezen kívül egy 17. századi ezüst éremlelet is előkerült.
1156-ban "Neuerci" néven említik először. 1275-ben "Neuir", 1295-ben "Neuer", 1372-ben "Newery" néven említik. Az esztergomi érsekség birtoka volt. 1397-ben a Forgách család beiktatásánál az esztergomi érsek embere a néveri nemesek Toldin falvára is ellentmondott.
1410-ben a gímesi várhoz tartozó földek és erdők használatától eltiltják a Newer-i nemeseket, illetve jobbágyokat. 1411-ben név szerint felsorolják a hatalmaskodókat. 1494-ben newer-i nemesek szerepelnek tanúként.
1571-1573-ban hat nemesi kúriát és 20 portát említenek, melyek a verebélyi és szentgyörgyi érseki székhez tartoztak. 1601. január 21-én a káptalan kiküldöttje Névery György királyi emberrel néveri részbirtokába beiktatták Terenyei Mátyást. 1651-ben Lippay György esztergomi érsek rendeletére a nyitrai káptalan Soóky Istvánt Néverre küldte Velicsay Márton és Lipcsey János birtokba iktatásához. 1653-ban Török Mihály és Gáspár zálogba vetették itteni malmukat. 1654-ben szénégető helyet említenek. 1699-ben és 1700-ban új adományt kapnak egyházi nemes családok a falura.
A falu későbbi főbb birtokosai a Tolvay, Bacskády, Mattyasovszky és Conlegner családok voltak. 1720-ban 15 adózó portája volt a településnek. 1828-ban 65 házában 420 lakos élt.
Vályi András szerint "NÉVER. Néverice. Tót falu Bars Várm. földes Urai több Uraságok, lakosai katolikusok, és másfélék, fekszik Csiffráthoz nem meszsze, és annak filiája, határja is hozzá hasonlító, piatza Aranyos Maróton egy mértföldnyire, ’s másútt is; vagyonnyai külömbfélék."
Fényes Elek szerint "Néver, tót falu, Bars vgyében, Nyitra vármegye szélén: 401 kath., 3 evang. lak. F. u. gr. Forgács. Ut. p. Nyitra."
"Néver, Nyitra vármegye határán fekvő tót kisközség, 586 róm. kath. vallású lakossal. A községben több nemesi kúria van. A gróf Tolvay-féle kúria 1700-ban épült, később a Bacskádyak tulajdonába került, kiktől Matyasovszky Lipót kúriai biró vette meg és most özvegye bírja. A Pereszlényi-féle kúria 1838-ban épült és most Conlegner Károly tulajdona. A Jeszenszky-féle kastély Puszta-Határon 1820 körül épült és előbb Szirányi József, majd báró Lindeloff Henrik tulajdonába került, a ki átalakíttatta és megnagyobbíttatta. A XVIII. század második felében találkozunk a község Nevericze tót nevével. Néver, régi magyar neve Nemhisz, a tót névnek fordítása. Az Árpád-korban "populi retiferorum regalium" a királyi hálóhordozó népek tulajdona volt. Későbbi időben a verebélyi és szent-györgyi egyesült érseki nemesi székek fennhatósága alá tartozott. Jelenleg is nemesi compossessoratus bírja és lakja. Kath. temploma 1760 körül épült. Ide tartoznak Pusztahatár, Finta és Gacsó puszták is. Postája Nagyherestény, távirója és vasúti állomása Zsitvaújfalu."
A trianoni békeszerződésig Bars vármegye Aranyosmaróti járásához tartozott. A falu történetével Ethey Gyula is foglalkozott. Néverről ismertek korai képeslapok.

## Népessége
| Év:            | 1994. | 2004.   | 2014.   | 2024.   |
| -------------- | ----- | ------- | ------- | ------- |
| Emberek száma: | 661   | 675     | 680     | 677     |
| Eltérés:       |       | +2,11 % | +0,74 % | -0,44 % |

| Év:            | 2023. | 2024.   |
| -------------- | ----- | ------- |
| Emberek száma: | 679   | 677     |
| Eltérés:       |       | -0,29 % |

1880-ban 535 lakosából 424 szlovák, 83 magyar és 6 német anyanyelvű, illetve 22 csecsemő volt; ebből 523 római katolikus, 11 zsidó és 1 evangélikus vallású.
1890-ben 600 lakosából 489 szlovák, 87 magyar, 23 német és 1 más anyanyelvű. Ekkor 577 római katolikus, 20 zsidó és 3 evangélikus lakta.
1900-ban 586 lakosából 499 szlovák, 59 magyar és 28 német anyanyelvű, ebből 561 római katolikus, 15 zsidó, 8 evangélikus és 2 református volt.
1910-ben 585 lakosából 351 szlovák, 210 magyar, 15 német és 9 egyéb anyanyelvű.
1919-ben 691 lakosából 583 csehszlovák, 73 magyar, 21 német és 14 egyéb nemzetiségű volt.
1921-ben 588 lakosából 527 csehszlovák és 41 magyar volt.
1930-ban 740 lakosából 708 csehszlovák és 6 magyar volt.
1970-ben 774 lakosából 767 szlovák és 1 magyar volt.
1980-ban 732 lakosából 723 szlovák és 4 magyar volt.
1991-ben 659 lakosából 646 szlovák és 7 magyar volt.
2001-ben 662 lakosából 644 szlovák és 7 magyar volt.
2011-ben 670 lakosából 607 szlovák, 8 magyar, 3 cseh, 2 orosz, 1 német és 48 ismeretlen nemzetiségű.
2021-ben 692 lakosából 670 (+4) szlovák, 4 magyar, 2 (+2) egyéb és 16 ismeretlen nemzetiségű.

## Híres személyek

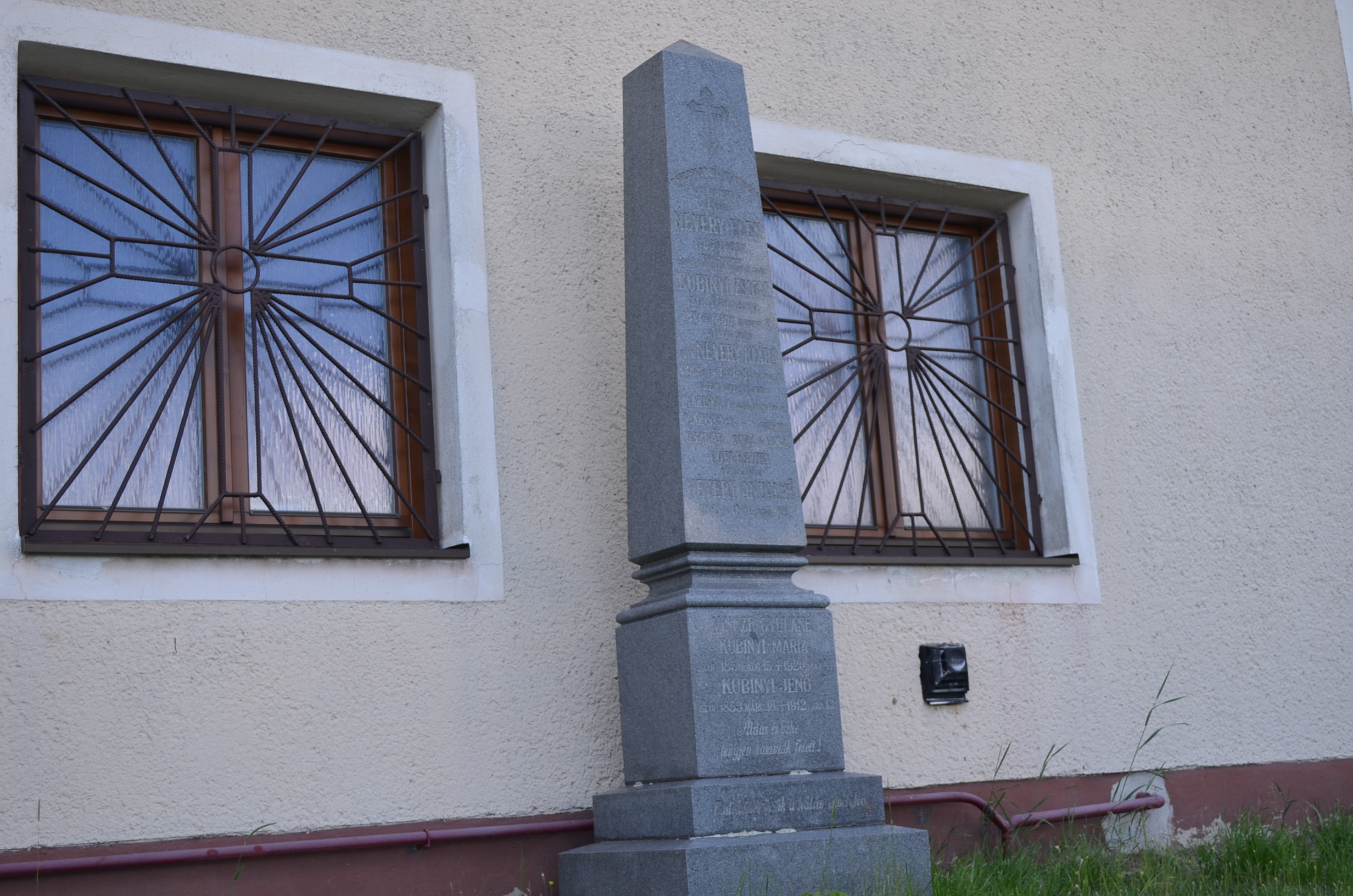
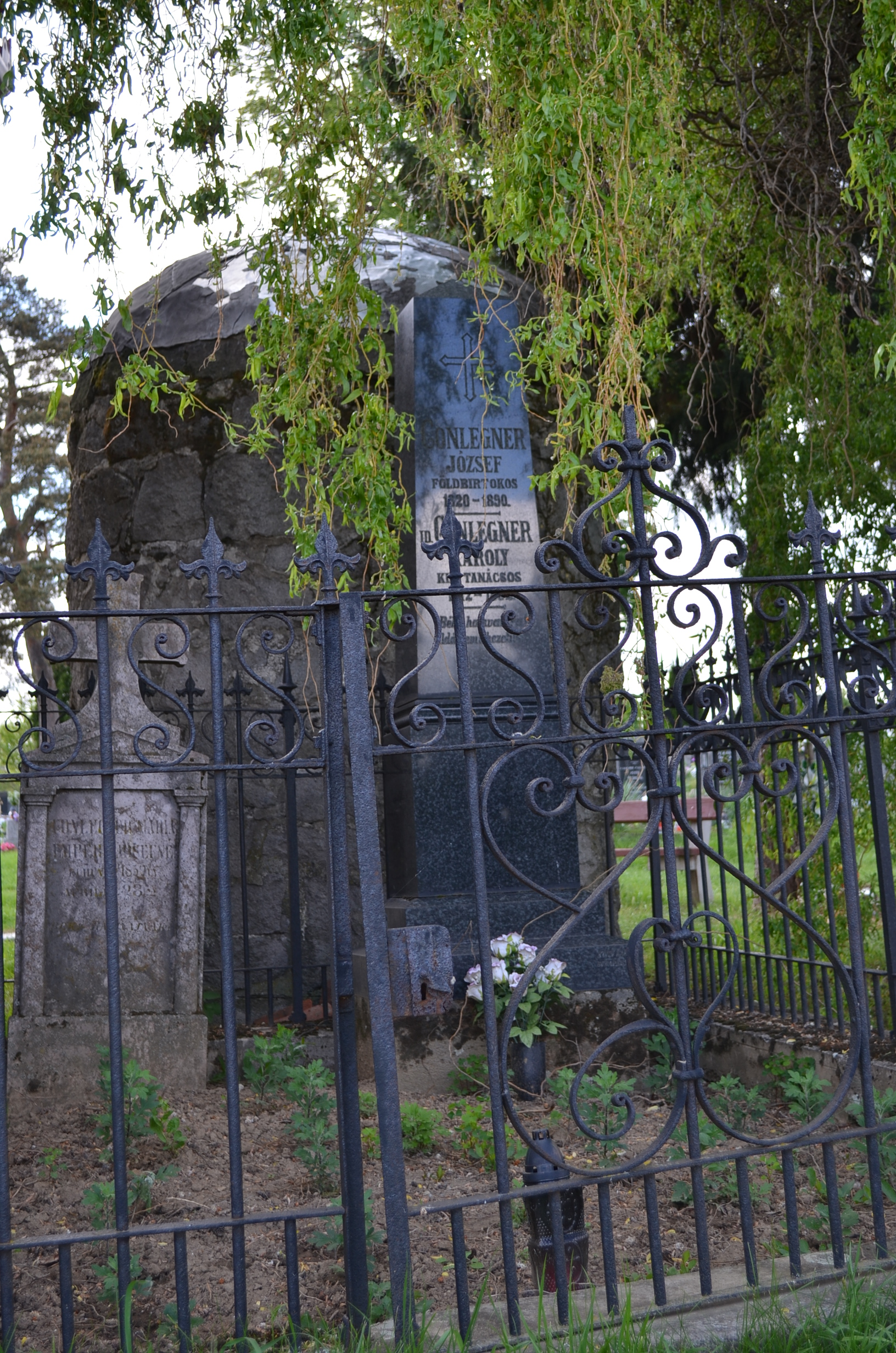
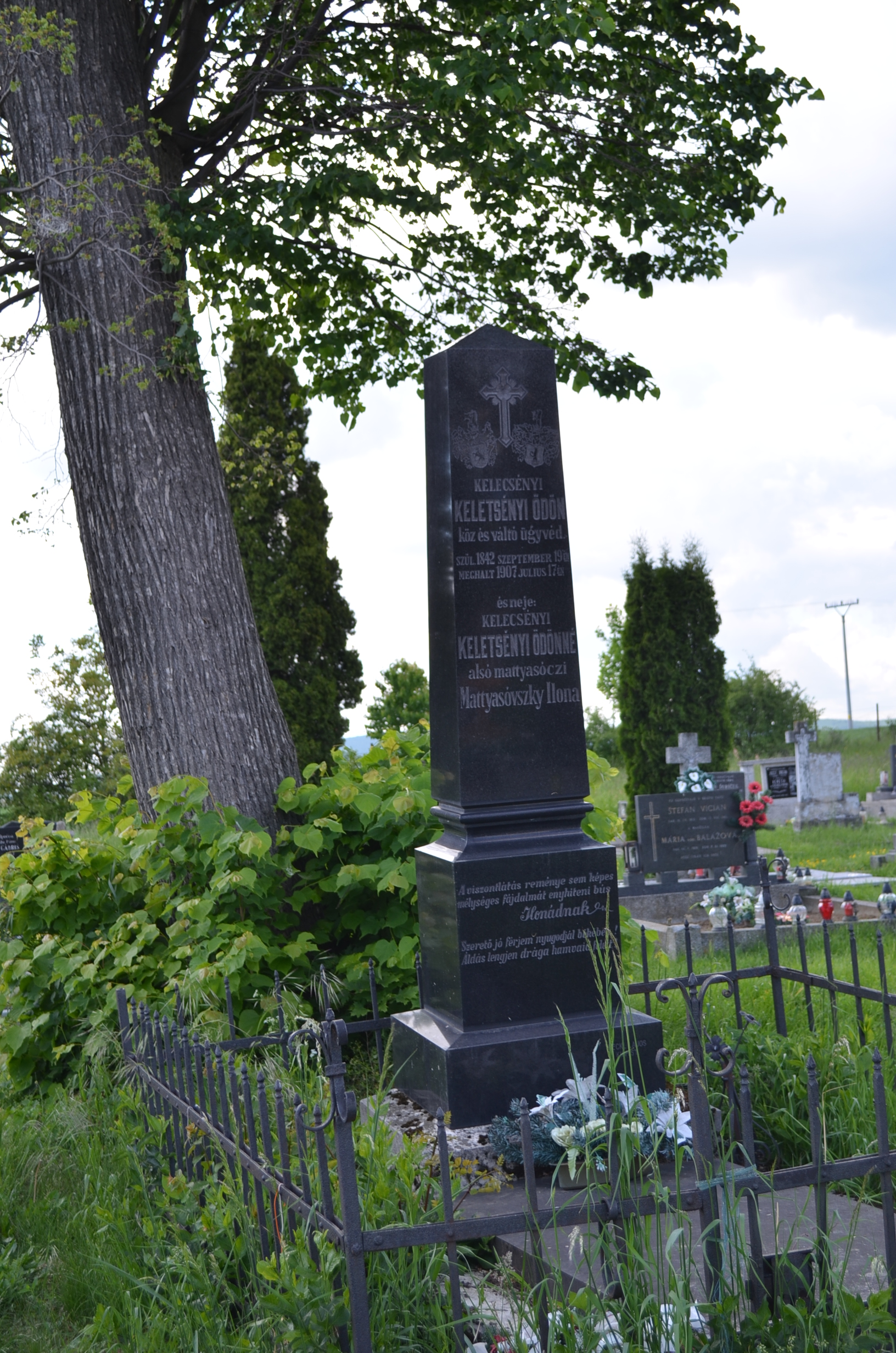
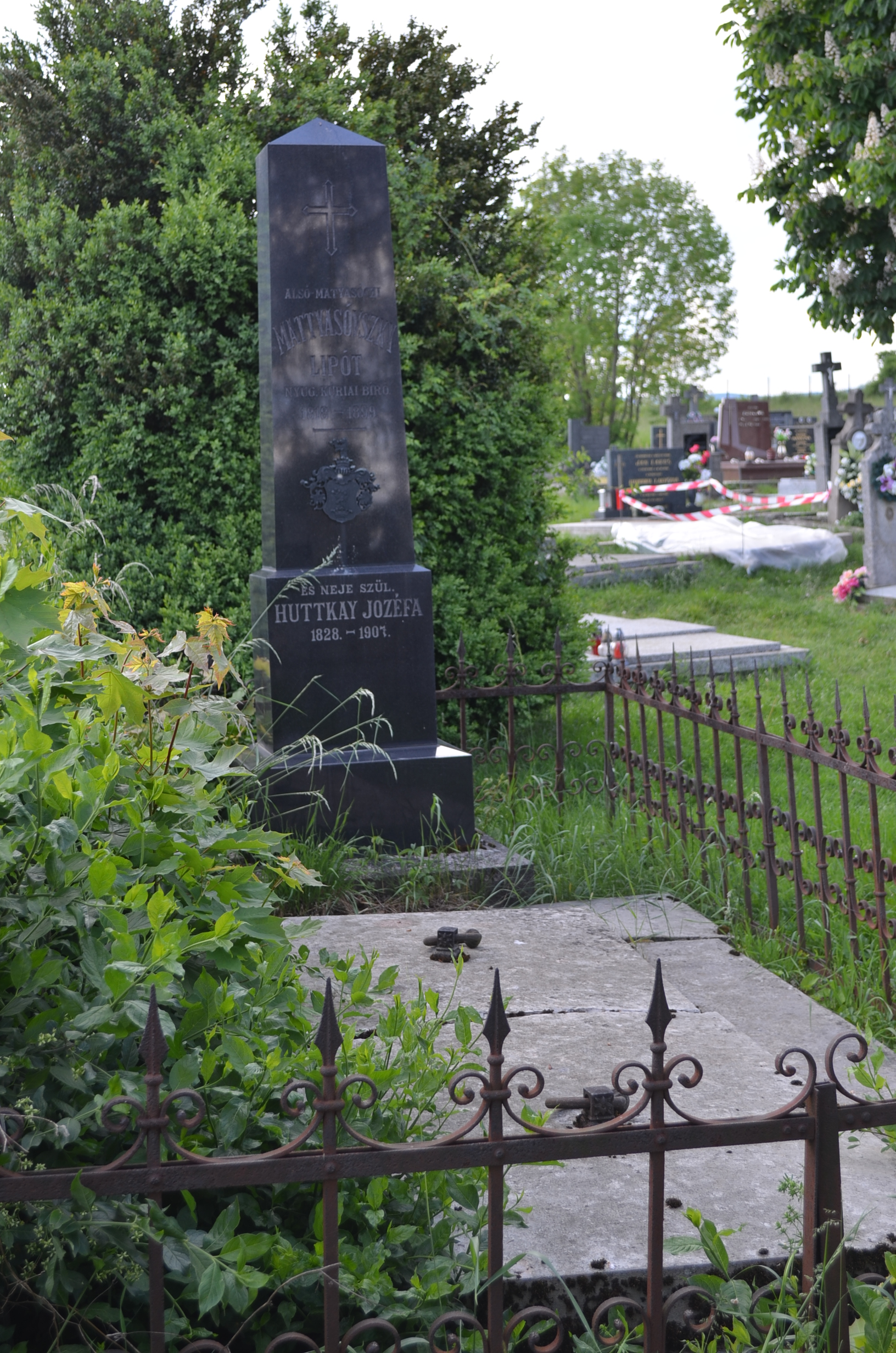

- Frater Gáspár 1563-ban megkapta a hűtlenséggel vádolt Paak Ferenc néveri birtokát.
- Itt született Foriss Antal (?-1798) Esztergom-főegyházmegyei plébános.
- Itt született 1761-ben Névery György széki táblai esküdt, plébános, esperes, levéltáros.
- Itt született 1781. október 20-án Spányik Glicér (1781-1850) piarista történetíró.
- Itt hunyt el 1880-ban Kubinyi Zsigmond ügyvéd, Nyitra vármegye tiszti főügyésze, alispánja, budapesti királyi táblabíró.
- Itt hunyt el 1892-ben Conlegner Károly tanár, a műegyetem rektora, közgazdász, gazdasági író, királyi tanácsos.
- Itt hunyt el 1899-ben Mattyasovszky Lipót királyi curiai bíró, Bars vármegye alispánja[26]

## Nevezetességei

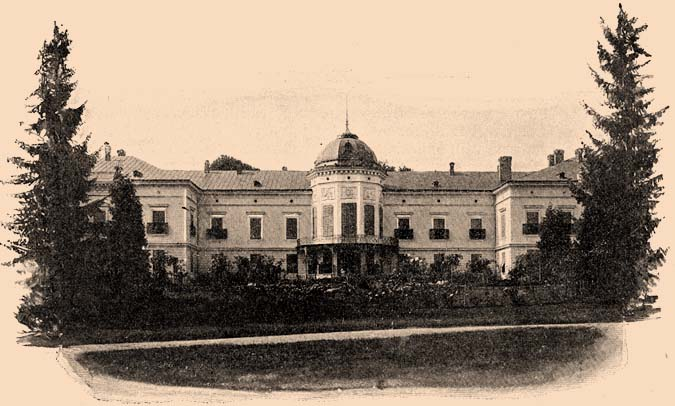
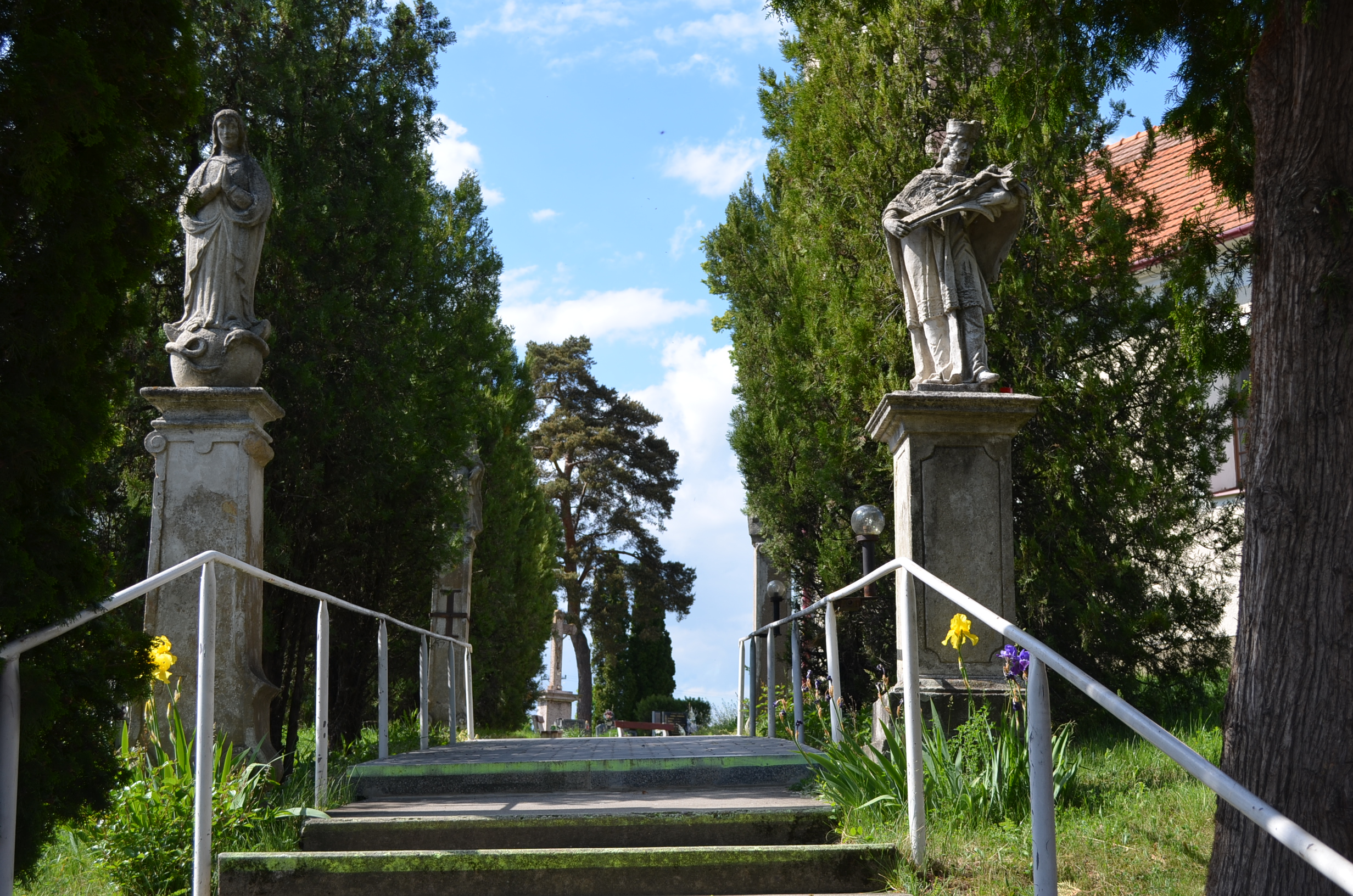
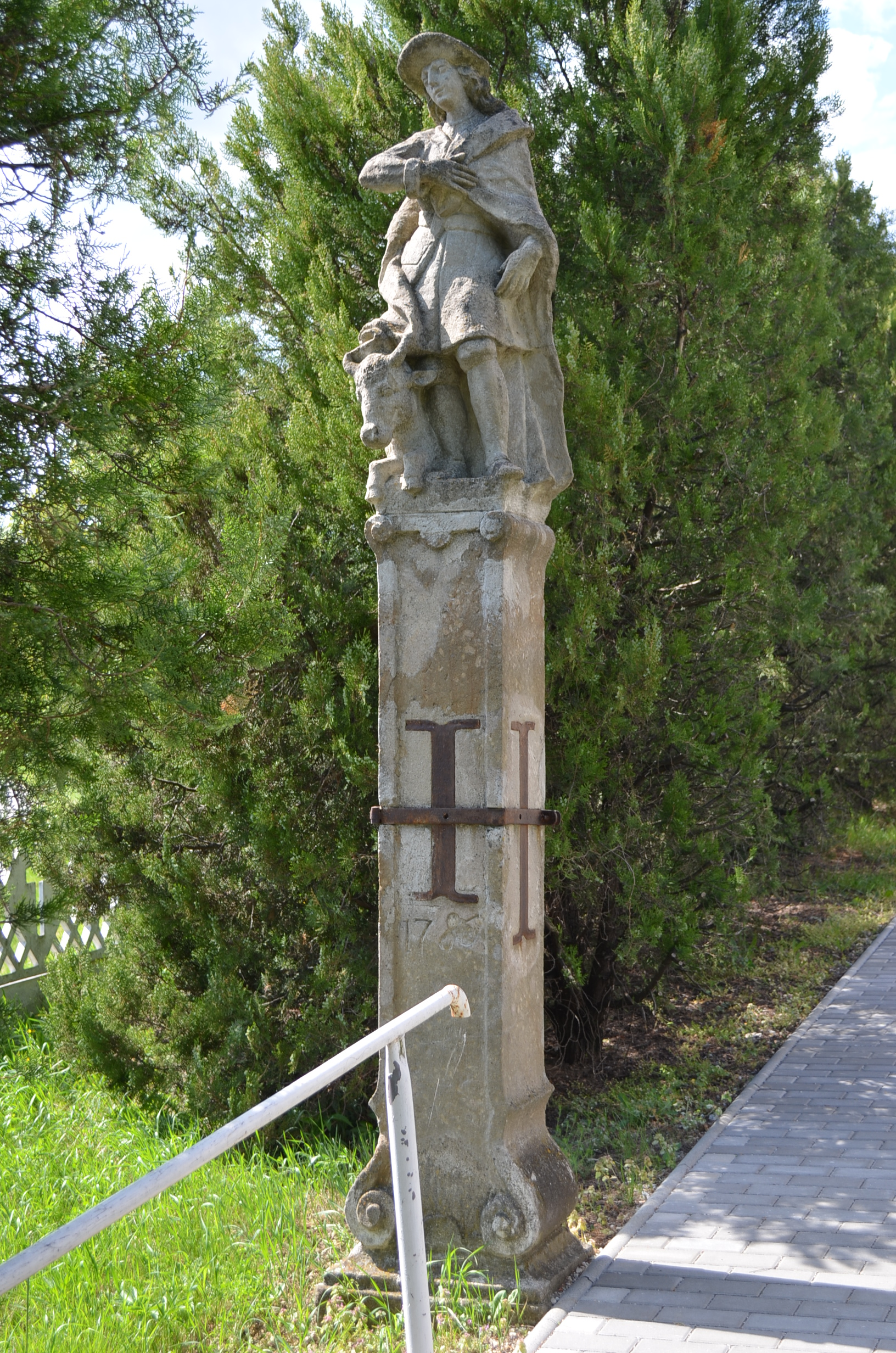
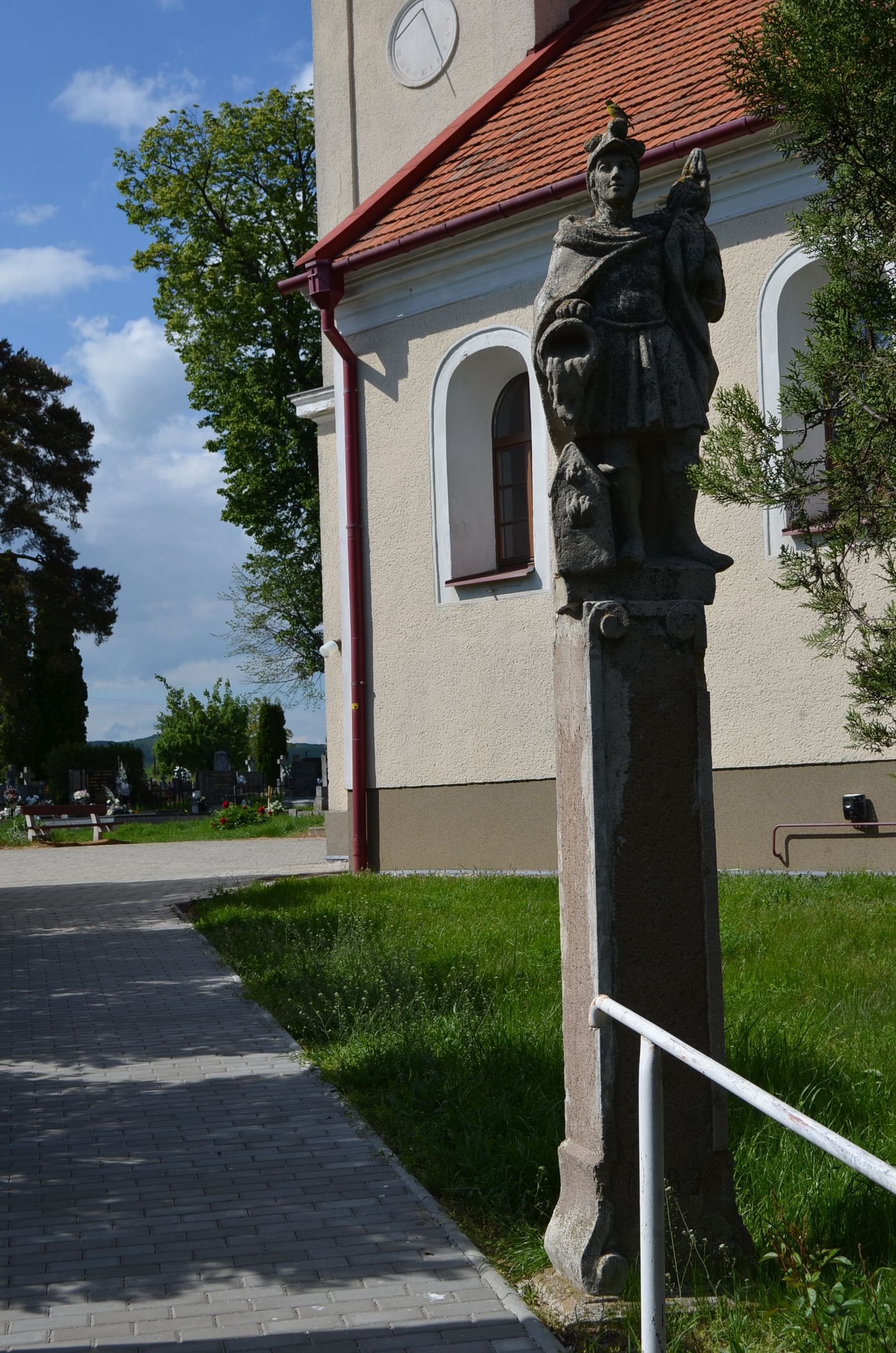
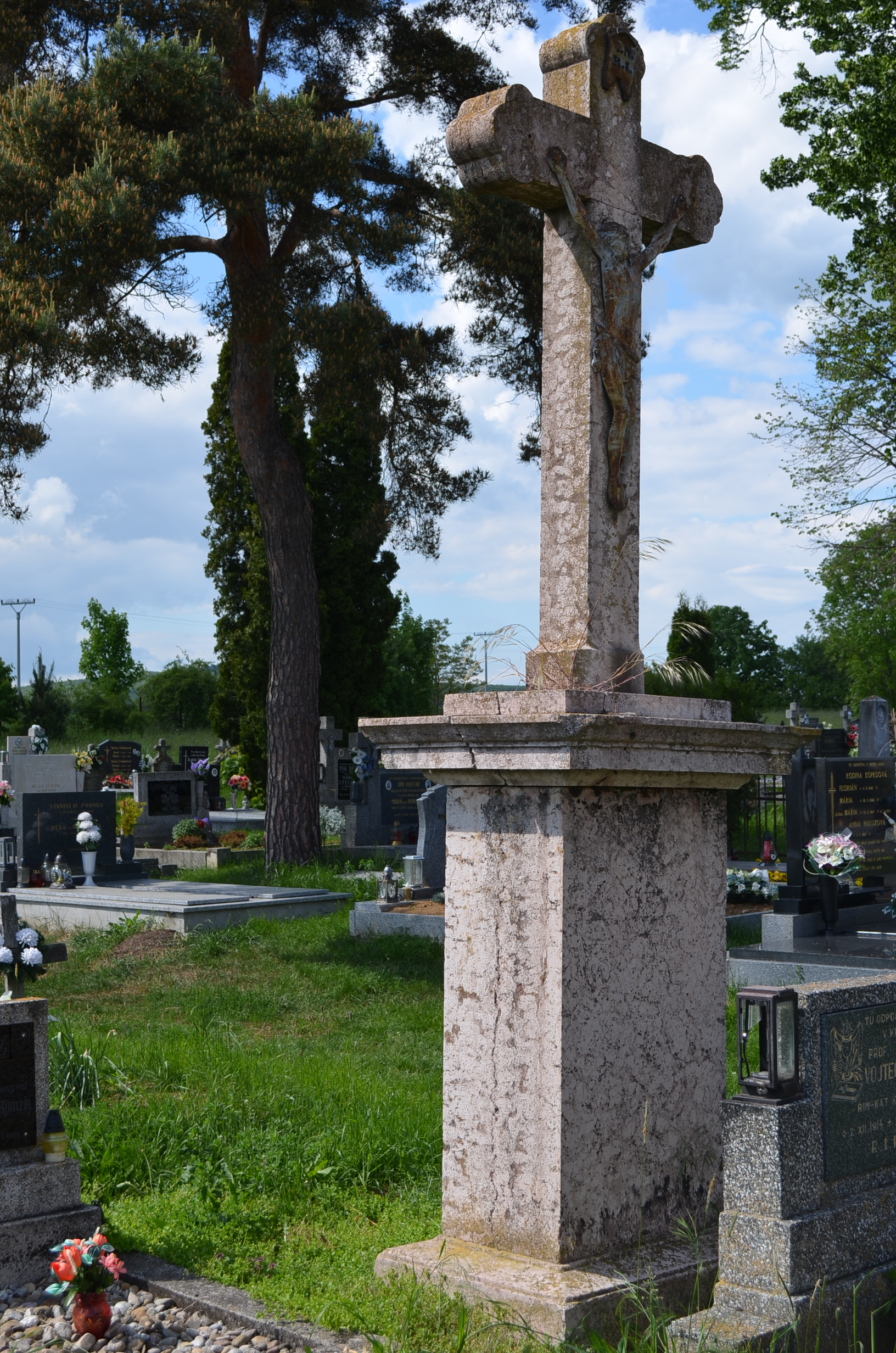

- Római katolikus temploma a 12. században épült román stílusban. A 15. században és a 17. században átépítették,[27] majd 1760-ban barokk-klasszicista stílusban építették át.
- Kastélya 17. század végi, eredetileg reneszánsz stílusú. Valószínűleg a Török család építtette.[28] 1717-ben köpösdi Tolvay Gábor szerezte meg néveri Török György hagyatékát a néveri kastéllyal együtt.[29] 1820-ban klasszicista stílusban építették át.